# 貝絲·杜魯門
伊丽莎白·弗吉尼亚·杜鲁门（英語：Elizabeth Virginia Truman，1885年2月13日—1982年10月18日），婚前姓华莱士（Wallace），一般被称作贝丝·杜鲁门（Bess Truman），是美国第33任总统哈里·S·杜鲁门的妻子，自1945年至1953年期间是美国第一夫人。
贝丝·杜鲁门孩童时期和哈里·杜鲁门在独立城的同一所学校学习。二人自幼结缘，1919年结为夫妻，育有一女，即日后著名作家瑪格麗特·杜魯門。丈夫当选总统后，贝丝·杜鲁门成为第一夫人。在华盛顿居住期间，她不喜公开露面，甚少参与社交活动，仍然生活简朴。1953年，哈里·杜鲁门任期结束，她也回到了故乡独立城。贝丝·杜鲁门于1982年以97岁8个月的高龄逝世，成为美国历史上最长寿的第一夫人，这一纪录维持至今。

## 早年经历和教育
伊丽莎白·弗吉尼亚·华莱士于1885年2月13日在美国密苏里州独立城出生，自幼被人昵称作“贝丝”（Bess）。她的父亲是大卫·威洛克·华莱士（1860年6月15日－1903年6月17日），曾任多个公职；母亲原名玛格丽特·伊丽莎白·盖茨（Margaret Elizabeth Gates，1862年8月4日－1952年12月5日）。贝丝是家中的长女，家中还有三个弟弟：弗兰克·盖茨·华莱士（1887年3月4日－1960年8月12日）、乔治·波特菲尔德·华莱士（1892年5月9日－1963年5月24日）、大卫·弗雷德里克·华莱士（1900年1月7日－1957年9月30日）；以及一个出生两天即夭折的妹妹（1898年5月2日－4日）。
哈里·杜鲁门在1890年随全家搬到独立城居住，很快就在这里结识了贝丝。两人自五年级开始都在同一所学校上学，直至高中毕业为止。贝丝于1991年从独立城高中（Independence High School，今名威廉·克里斯曼高中）毕业，之后到密苏里州堪萨斯城的巴斯陶女子精修学校（Miss Barstow's Finishing School for Girls）学习语言文学。1903年，贝丝的父亲大卫·华莱士在家中的浴缸里饮弹自尽。华莱士自杀的原因不明，史学界推测可能是抑郁症或是债务压力所致。之后贝丝的母亲玛格丽特为摆脱悲伤阴影，带着孩子搬到了科羅拉多州丹佛居住，不到一年又搬回独立城，住在她父亲位于北特拉华街219号的房子中。贝丝之后的人生也在这里度过。父亲逝世时，贝丝已经18岁，她作为长女肩负起了家庭的责任，成为一家之主。
1917年，贝丝和哈里·杜鲁门订婚，之后杜鲁门便在次年奔赴法国战场。1919年，杜鲁门从战场休假归来。6月28日，两人在独立城的圣公会三一教堂（Trinity Episcopal Church）结为夫妻。夫妇二人婚后一直住在贝丝母亲的家中。1924年2月17日，贝丝在这里产下他们的独女瑪格麗特·杜魯門。

## 第一夫人
1934年，哈里·杜鲁门当选密苏里州联邦参议员，全家都也随他一同移居华盛顿特区。在杜鲁门十年的参议员任期中，贝丝和女儿在每年1月至6月国会会期时留在华盛顿，其他时间则会回到独立城居住。贝丝并不愿在公众面前抛头露面，但很乐意在私下和丈夫分享自己的想法。杜鲁门任议员期间，贝丝参加了国会俱乐部，还加入了旨在为全球女性提供受教育机会的国际组织P.E.O.姐妹会。第二次世界大战爆发后，贝丝开始积极参与劳军联合组织的活动，还在“参议院夫人俱乐部”（Senate Wives Club）中从事与红十字会相关的工作。战争期间，杜鲁门因担任参议院特别委员会主席而崭露头角，贝丝之后加入杜鲁门的幕僚，成为他手下的收发邮件和编辑报告的秘书。杜鲁门称她任秘书期间的工作对得起给她的“每一分薪水”。
1945年4月12日，杜鲁门在富兰克林·罗斯福逝世后宣誓就职美国总统，贝丝·杜鲁门因此成为美国第一夫人。她被认为历任第一夫人中是最勤劳的一位，在战后重新开始了因战争中断的白宫社交季节，事无巨细亲自指导社交活动的各个细节，还细心回复收到的大量信件。贝丝在白宫时仍然生活简朴，称自己“不知道为什么要改变（之前的简单生活）”，也因此被民众认为是一位“亲民”的第一夫人，在民调机构蓋洛普的调查中多次位居“美国人最仰慕的女性”第一位。罗斯福总统的前乔纳森·丹尼尔斯（Jonathan Daniels）曾评价贝丝“决心永远做真实的自己”，是“一位没有被白宫所改变的淑女”。她曾多次陪同丈夫出访，还曾担任美国女童军、國家婦女民主俱樂部（Womens' National Democratic Club）和美国红十字会等一系列组织的荣誉会长。
贝丝在白宫居住期间，对这里缺乏隐私的环境非常厌恶。哈里·杜鲁门称她“尤其不喜欢”白宫中围绕总统家庭不可避免的“繁文缛节、气派排场和矫揉造作”。她对自己身份必须的社交活动都认真对待，但只愿做自己认为有必要做的事。在丈夫任职总统的大部分时间内，贝丝都很少在华盛顿公开露面，只有社交季节才会在必要的活动中现身。她也一改前任第一夫人埃莉诺·罗斯福多次召开新闻发布会的习惯，仅在媒体多次请求后召开过一次发布会。她在发布会之前提前写给记者的问题答复中仅以寥寥几句回答，其中对很多问题的回答都是“无可奉告”。一位记者曾经问她在丈夫离职之后想做什么，贝丝对此的回复是希望能够“回独立城”；而被问及是否希望女儿成为总统时，她则坚决回复“绝对不想”。

## 晚年生活和逝世
1953年，杜鲁门卸任美国总统，全家人回到独立城的旧居居住。1959年，贝丝接受了乳房切除术，切除了体内的一个良性大肿瘤。
1972年12月26日，88岁的哈里·杜鲁门逝世。贝丝之后一直继续居住在独立城北特拉华街的旧居中，女儿和孙辈常来拜访。有时也有世界各地的贵宾前来向她致以敬意。1974年，贝丝曾受民主党籍密苏里州联邦参议员托马斯·伊格顿的邀请，担任他连任竞选团队的荣誉主席。
1982年10月18日，97岁高龄的贝丝·杜鲁门因心脏衰竭逝世。她的葬礼于10月21日在独立城的圣公会三一教堂举办。随后贝丝被葬在了位于独立城的杜鲁门图书馆庭院中，埋葬在丈夫的坟墓旁。时任第一夫人南希·里根，前第一夫人羅莎琳·卡特和貝蒂·福特等人都受邀出席葬礼。贝丝逝世时也以97岁的高龄成为历史上最长寿的美国第一夫人。